# 도르제 토미치
도르제 토미치(영어: Đorđe Tomić, 1972년 11월 11일 ~ )는 세르비아 출신의 전 축구 선수이다. K리그에서 등록명은 토미치를 사용하였으며 미드필더로 활약하였다. 유고슬라비아 축구 국가대표팀과 아틀레티코 마드리드 출신으로 많은 기대를 모았지만 큰 활약을 하지는 못 하였다.
 2004 시즌 한 시즌 동안 시즌 통산 9경기 0득점-01도움 기록을 남겼다. (정규리그 7경기 0득점-0도움)